# Unión Social Alemana
La Unión Social Alemana (en alemán: Deutsche Soziale Union, DSU) es un pequeño partido político conservador principalmente activo en los nuevos estados de Alemania. Fue fundado en 1990 como grupo derechista de oposición durante la transición a la democracia en Alemania del Este, época en que formó parte de la coalición electoral Alianza por Alemania. Cuenta actualmente con unos 1.600 miembros.

## Historia
El partido fue fundado en Leipzig el 20 de enero de 1990 por el pastor Hans-Wilhelm Ebeling, basando su ideología en la Unión Social Cristiana de Baviera (Christlich-Soziale Union, CSU). De hecho, fue oficialmente partido hermano de la CSU durante algunos años. En la DSU se aglutinaron una docena de pequeños movimientos y partidos de ideología democristiana, liberal y conservadora.
El 5 de febrero de 1990, se unió a la Alianza por Alemania junto con la Unión Demócrata Cristiana (CDU) y el Despertar Democrático, participando en las elecciones generales de Alemania del Este el 18 de marzo. La DSU recibió el 6,3% de los votos emitidos y 25 escaños en la Volkskammer. Logró sus resultados más fuertes en el sur de Alemania Oriental (Sajonia) en los distritos de Karl-Marx-Stadt, Dresde y Leipzig.
Su más prominente político fue Peter-Michael Diestel, quien formó parte del último gabinete de Alemania Oriental (Consejo de Ministros) bajo el gobierno de  Lothar de Maizière como ministro del Interior y viceprimerministro. Sin embargo en junio de 1990 abandonó el partido para unirse a la CDU.
Después de la reunificación, la Alianza por Alemania se disolvió. La DSU no pudo entrar en ningún Landtag en los nuevos estados (sus resultados más altos los obtuvo en Sajonia y Turingia, donde obtuvo un 3,6 y un 3,3 respectivamente, mientras que en los demás estados obtuvo menos del 2%) y logró un decepcionante 0,2% (nuevos estados: 1,0%) de los votos en las elecciones federales de Alemania de 1990. Su ideología se desplazó en una dirección más nacionalista que la centrista CSU, y se ubicó en la derecha desde entonces. Experimentó pérdidas de membresía y sufrió varias derrotas electorales.  En las elecciones posteriores su porcentaje de votos se mantuvo por debajo del 1% de los votos en todas las elecciones celebradas en los nuevos estados. Coaliciones electorales con partidos de derecha como el Partido Alemán, el Partei Rechtsstaatlicher Offensive o el STATT Partei fueron en vano. En la actualidad la DSU mantiene un pequeño reducto electoral en la región de Sajonia (estado en donde cuenta con representación en varios consejos locales), y sus actividades en las regiones del oeste son muy limitadas.
La DSU contó con un miembro en el Landtag de Sajonia entre 2006 y 2009, después de que el parlamentario Klaus Baier, luego de una serie de disputas, renunciara al Partido Nacionaldemócrata (NPD) y se uniera a la DSU.
Desde 1993 su presidente es Roberto Rink.

## Relación con la CSU
La DSU fue oficialmente partido hermano de la Unión Social Cristiana de Baviera entre 1990 y 1993. 
La DSU contó con el apoyo de la CSU tras su fundación, y su nombre hacía referencia al partido bávaro, deseando de este modo establecer una proximidad política.
El partido bávaro colaboró masivamente en varias campañas de la DSU, como en las elecciones generales en la RDA de 1990 y las elecciones federales de 1990. Theo Waigel, entonces presidente de la CSU, fue elegido presidente honorario de la DSU en 1990.
Teniendo a la DSU como partido hermano, la CSU consideraba llevar a cabo un proceso de expansión nacional, contando con un partido que representara su programa fuera de Baviera.  El canciller Helmut Kohl no veía con buenos ojos esta colaboración e instó a la CSU a dejar de apoyar a la DSU. En 1992, la CSU comenzó a distanciarse de la DSU.
En 1993, ambos partidos finalmente rompieron relaciones y Waigel renunció a la presidencia honoraria.

## Ideología
De acuerdo con su programa básico de 2006, la DSU se refiere a sí misma como un partido conservador, democrático y social. Ideológicamente, los objetivos del partido son preservar y defender la civilización occidental-cristiana, y desmantelar el estado de bienestar.
El partido de este modo puede verse como derechista, antisocialista y nacional-conservador. Se diferencia fuertemente del Partido Nacionaldemócrata de Alemania (NPD) y la Deutsche Volksunion (DVU), que tienden más hacia el nacional-socialismo. Su aliado ideológico más cercano entre los partidos de derecha es Die Republikaner.

## Resultados electorales
| Año  | # de votos   | % de votos | # de escaños obtenidos |
| ---- | ------------ | ---------- | ---------------------- |
| 1990 | 727 730 (#4) | 6,3        | 25/400                 |